# ブラ迷相談部 その悩み!小杉と吉田まで
『ブラ迷相談部 その悩み!小杉と吉田まで』（ブラマヨそうだんぶそのなやみ！こすぎとよしだまで）は、2017年4月6日（5日深夜）から2019年3月28日まで東海テレビで放送されていた　深夜バラエティ番組。ブラックマヨネーズの冠番組である。放送時間は、毎週木曜 0:30 - 1:00（水曜深夜） (JST)。

## 概要
ブラックマヨネーズにとって中京広域圏ローカル地上波初の冠番組。タイトル通り、相談者に対し、ブラックマヨネーズ2人が迷い人にアドバイスを送る相談バラエティー番組。
迷い人はタレント、公募による一般人、企業、街頭インタビューによるVTRなど様々。
解決策を受け入れた場合、入部となり、事後経過も追跡取材。解決策を履行できていないと退部となる。
不定期で「ブラマヨ芸人相談部」と題したお笑い芸人対象のプレゼン企画を行っており、ここでは5分間の相談で興味が出たら回答、興味がなければ退場というルールとなっている。

## 放送時間
- 東海テレビ：木曜 0時30分 - 1時00分（水曜深夜）（2017年4月6日 - 2019年3月28日）
- 北海道文化放送：木曜 0時25分 - 0時55分（水曜深夜）（2018年4月5日 - ）
- 秋田テレビ：金曜 16時20分 - 16時50分（2018年5月30日 - 2019年6月28日）[2]
- 関西テレビ：土曜 2時25分 - 2時55分（金曜深夜）（2018年11月30日 - ）[3]

## 出演者
- ブラックマヨネーズ（吉田敬、小杉竜一）

## スタッフ
- ナレーター：新かな子
- 構成：及川浩和、清山智之
- CAM：長田洋平、村瀬裕史
- 音声：西尾昌英、加藤光
- TD：日高丈尚
- SW：佐藤友彦
- VE：金山龍平
- 照明：白井茂和
- 美術：中根亜美
- 編集：永野智也、佐々木勝成
- MA：丸山晃、阿部哲也
- メイク：廣川亜弥、阪田晴美
- 音効：竹中幸治
- 編成：村野直子（東海テレビ）
- 営業：江上剛生（東海テレビ）
- 制作デスク：堀田亮子
- 技術協力：moi、プレゼンス・クルー
- ディレクター：藤野智光、柳田俊介
- 演出：三浦信一
- プロデューサー：戸松準（東海テレビ）、小池竜二
- 制作協力：リーライダーす
- 制作著作：東海テレビ

### 過去のスタッフ
- 編成：石原正通（東海テレビ）